# Bezeg
Bezeg [bə̀zək ali bəzə̀k] (znanstveno ime Sambucus) je rod grmovnic ali nizkih dreves, ki vsebuje med 5 do 30 različnih vrst. 
Ima nasprotno, neparno pernate liste in petštevne cvetove v kobulastih grozdih ali latih. Plod je jagodast, koščičast s 3 do 5 semeni.

## Razširjenost
Rod uspeva v zmernih do subtropskih regijah na severni in južni polobli. Bolj je razširjen na severni polobli, saj se na južni pojavlja v delih Avstralazije in Južne Amerike.

## Vrste
- Skupina črni bezeg je več različno obravnavanih samostojnih vrst Sambucus nigra, ki raste v toplejših delih Evrope in Severne Amerike, z regionalnimi varietetami ali podvrstami, in tudi kot skupina posameznih podobnih vrst. Cvetovi so sploščeni, jagode so črne ali modre barve. To so večje grmovnice, do 5 metrov visoke, včasih so to manjša drevesa visoka do 15 m s premerom debla do 30 cm.
  - Sambucus australis (južni črni bezeg; zmerna vzhodna Južna Amerika)
  - Sambucus canadensis (ameriški črni bezeg; vzhodna Severna Amerika; modro-črne jagode)
  - Sambucus cerulea (sin. S. caerulea, S. glauca; borovničasti črni bezeg; zahodna Severna Amerika; modre jagode)
  - Sambucus javanica (kitajski črni bezeg; jugovzhodna Azija)
  - Sambucus mexicana (mehiški črni bezeg; Mehika in Centralna Amerika; modro-črne jagode)
  - Sambucus nigra (bezeg ali črni bezeg; Evropa in zahodna Azija; črne jagode)
  - Sambucus palmensis (kanarski črni bezeg; Kanarski otoki; črne jagode)
  - Sambucus peruviana (perujski črni bezeg; severozahodna Južna Amerika; črne jagode)
  - Sambucus simpsonii (floridski črni bezeg; jugovzhodne ZDA; modro-črne jagode)
  - Sambucus peruviana (andski črni bezeg; severna Južna Amerika; modro-črne jagode)
  - Sambucus velutina (žametni črni bezeg; severozahodna Severna Amerika; modro-črne jagode)

- Sambucus melanocarpa zahodne Severne Amerike je vmesni člen med prejšnjo in naslednjo skupino. Cvetovi so v obliki okroglega socvetja, jagode pa so črne barve. Je nizek grm, ki redko zraste čez 3–4 m. Nekateri botaniki ga vključujejo v skupino divjih bezgov.

- Skupina divji bezeg je zbirka različno obravnavane samostojne vrste Sambucus racemosa. Najdemo ga v hladnejših predeleh severne poloble z regionalnimi varietetami ali podvrstami, in tudi kot skupina posameznih podobnih vrst. Cvetovi so v obliki oblastega socvetja, jagode so svetlo rdeče. So manjše grmovnice, ki redko presežejo višino 3–4 m.
  - Sambucus callicarpa (tihooceanski divji bezeg; zahodna obala Severne Amerike)
  - Sambucus chinensis (kitajski divji bezeg; vzhodna Azija, v gorah)
  - Sambucus latipinna (korejski divji bezeg; Koreja, jugovzhodna Sibirija)
  - Sambucus microbotrys (gorski divji bezeg; jugozahodna Severna Amerika, v gorah)
  - Sambucus pubens (ameriški divji bezeg; južna Severna Amerika)
  - Sambucus racemosa (evropski divji bezeg; severna Evropa, severozahodna Azija)
  - Sambucus sieboldiana (japonski divji bezeg; Japonska in Koreja)
  - Sambucus tigranii (kavkaški divji bezeg; jugozahodna Azija, v gorah)
  - Sambucus williamsii (severnokitajski divji bezeg; severovzhodna Azija)

- Skupino avstralski bezeg sestavljata dve vrsti iz Avstralazije. Cvetovi so v obliki oblastega socvetja, jagode so bele ali rumene barve. To so grmovnice, ki zrastejo do 3 m višine.
  - Sambucus australasica (rumeni bezeg; Nova Gvineja, vzhodna Avstralija)
  - Sambucus gaudichaudiana (avstralski bezeg ali beli bezeg; senčna področja južne vzhodne Avstralije)

- Skupina smrdljivi bezeg je, v nasprotju z drugimi vrstami, zelnata rastlina. Vsako leto zrastejo nova stebla. Zrastejo med 1,5–2 m visoko.
  - Sambucus adnata (Azijski smrdljivi bezeg; Himalaja in južna Azija; rdeče jagode)
  - Sambucus ebulus (Evropski smrdljivi bezeg; srednja in južna Evropa, severozahodna Afrika in jugozahodna Azija; črne jagode)